# Mikhaïl Eisenstein
Pour les articles homonymes, voir Eisenstein.
Mikhaïl Ossipovitch Eisenstein (en russe Михайл Осипович Эйзенштейн), né le 5 septembre 1867 (17 septembre dans le calendrier grégorien) à Bila Tserkva et mort le 18 juin 1920 (1er juillet dans le calendrier grégorien) à Berlin, est un architecte russe.
Ingénieur en génie civil, architecte, il est employé par la ville de Riga puis de Petrograd. Il est surtout célèbre pour ses réalisations d'immeubles du style Art nouveau à Riga. Il est le père du célèbre cinéaste russe Sergueï Eisenstein.

## Biographie

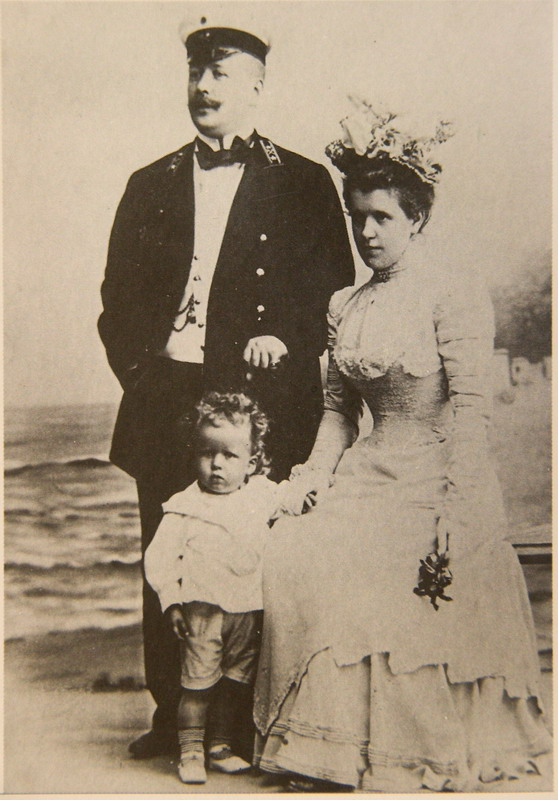
Mikhaïl Eisenstein et sa famille

Né dans une famille de commerçants à Saint-Pétersbourg, Mikhaïl Eisenstein est issu du côté paternel d'une famille juive germano-balte. Ses grands-parents paternels se convertissent à l'orthodoxie. Il est lui-même un chrétien orthodoxe fervent. Lorsqu'il déménage à Riga, il s'inscrit comme un paroissien actif de la communauté orthodoxe, d'après les Mémoires de son fils Serge. Du côté maternel, Mikhaïl Eisenstein est issu d'une lignée de Suédois russifiés.
Il s'inscrit à l'Institut des ingénieurs civils, aujourd'hui Université nationale d'architecture de Saint-Pétersbourg, dont il sort parmi les premiers. Il s'installe à Riga, dans le gouvernement de Livonie, en 1893 et devient rapidement architecte des édifices publics de Riga, puis de toute la Livonie.
En plus de ses fonctions publiques, Eisenstein est l'auteur d'une cinquantaine de projets architecturaux à Riga (notamment rues Alberta, Strēlnieku, Elizabetes) et dans ses environs, pour la plupart des immeubles de rapport, dans le style européen de l'époque, avec pièces de réception, chambres ouvrant sur un long couloir et cuisine au bout donnant sur un escalier de service. La ville, qui accueille de plus en plus d'employés et de fonctionnaires de l'Empire, s'accroît rapidement.
Le jeune architecte porte son choix matrimonial sur une jeune fille fort aisée issue de Saint-Pétersbourg, Youlia Ivanovna Konietskaïa, dont la dot était importante. En 1896, elle lui donne un fils, Serge, mais les liens du ménage commencent à s'altérer quelques années plus tard. La famille est installée au 6 boulevard Nikolaïevsky, appartement n° 7, en face du bâtiment de la Société des tirailleurs allemands ; aujourd'hui, à la place de ce bâtiment militaire germano-balte, se trouve la Maison des congrès.
D'après les Mémoires de son fils, Mikhaïl Eisenstein, qui parle couramment le français et l'allemand en plus du russe, est passionné d'opéra et de théâtre. Ses amis, dont beaucoup sont critiques de théâtre, s'amusent à deviner le nom des femmes, représentées en sculpture ou en mascaron sur les façades des immeubles qu'il construit. Elles sont toutes actrices ou cantatrices célèbres de l'époque. L'architecte a une vie mondaine importante en plus de sa carrière publique et de ses travaux personnels. C'est un homme cultivé et agréable en société, mais, étant de plus en plus dépensier, il fait preuve d'autoritarisme en famille. En 1915, il est nommé conseiller d'État en fonction, équivalant à la 4e classe de la Table des rangs, ce qui (à deux ans de la Révolution d'Octobre) lui donne droit à la noblesse héréditaire.
Son fils termine le lycée d'études modernes de Riga en 1909 à l'époque où les rapports entre ses parents sont au plus mal. Il continue ses études à Saint-Pétersbourg et ses parents se séparent en 1912, après que sa mère est partie vivre à Paris. En 1914, il s'engage sur le front et cesse ses relations avec son père. Celui-ci, ferme opposant de la Révolution d'Octobre, émigre en Allemagne où il meurt à près de 54 ans. Il est enterré au cimetière russe-orthodoxe de Tegel, dans les faubourgs de Berlin.

## Œuvres
Les immeubles d'Eisenstein que l'on montre aux touristes aujourd'hui sont avant tout ceux de la rue Elisavetinskaïa (aujourd'hui rue Elisabetes) aux n° 10b et 33 aux façades colorées Art nouveau avec profusion de sculptures. Les immeubles de rapport construits par Eisenstein appartenaient à de riches hommes d'affaires qui les donnaient en location. Parmi eux, il y avait Bogouslavsky, Ilichevsky, Lube et surtout le conseiller d'État Lebedevsky qui était fabuleusement riche. Celui-ci lui fit construire de magnifiques immeubles rue Albert (Albertovskaïa à l'époque, Alberta iela aujourd'hui) qui concentre les façades Art nouveau ou Modern'Style les plus remarquables de Riga. Celle du n° 2a présente deux sphinx chers à Serge Eisenstein qui les avait reproduits au crayon dans son enfance. Il fit mettre, dans la scène célèbre tournée sur les escaliers d'Odessa de son film muet Le Cuirassé Potemkine, deux lions ailés qui les lui rappelaient. C'était un signe de sa jeunesse, mais c'était aussi dans cette maison que vécut Isaiah Berlin dans son enfance. 
Mikhaïl Eisenstein dessina aussi des immeubles rue Strelkov (aujourd'hui Strelnieku), dont l'un au n° 4 de couleur bleu azur, décoré de délicates statues, est un exemple du raffinement du Siècle d'argent.